# ألب أرسلان توركش
ألب أرسلان توركش (25 نوفمبر 1917 – 4 أبريل 1997) سياسي تركي، مؤسس حزب الحركة القومية ورئيسه السابق . مثل حزبه اليمين المتطرف للطيف السياسي التركي. وعلى الرغم من ذلك ، قد كان يحظى باحترام جانبي الطيف السياسي التركي. ولد توركش في نيقوسيا، بقبرص البريطانية، إلى أسرة قبرصية تركية في عام 1917.

## روابط خارجية
- ألب أرسلان توركش على موقع مونزينجر (الألمانية)